# جکسنویل (کارولینای شمالی)
جکسنویل (به انگلیسی: Jacksonville) شهری در ایالت کارولینای شمالی کشور ایالات متحده آمریکا است که جمعیت آن در سرشماری سال ۲۰۱۰ میلادی، ۷۰٬۱۴۵ نفر بوده‌است.